# Euthanasia
Euthanasia (v překladu eutanazie) je česká hudební skupina hrající folk/gothic metal. Koncertně činná kapela prozatím vydala 4 studiová alba, kterým předcházela tři dema.

## Historie
Euthanasia vznikla roku 1994 v Havířově, z dnešní sestavy byl u vzniku přítomen pouze frontman "Siki". Během tří následujících let došlo k personálním změnám a vydání tří demonahrávek. Prvním bylo "Demo 94", které se neslo v rockovém duchu, následující demo " V chrámu bezbolestných" už bylo zcela v pojetí doom metalu, roku 1997 vychází "Nazí a mrtví", poprvé zde v nahrávce slyšíme element ženského hlasu. Kapela se poprvé účastní letních festivalů.
V roce 1998 Euthanasia uzavřela smlouvu s vydavatelstvím Leviathan Records, o rok později vychází debutové album „Thoughts On Living“, které je již nazpíváno v anglickém jazyce a s ním přichází i samotná Euthanasia do širšího povědomí undergroundové scény.
Následující roky kapela pilně koncertuje a získává další fans i nové členy. Roku 2002 vychází druhé album „Ceremony Of Innocents“ u labelu Crystal prod.
V roce 2004 vzniká první videoklip a to ke skladbě White Lies, na podzim vychází nové album Requiem: Songs for..., které kapela popisuje jako originální fúzi metalu, hudební melancholie a folkloru.
V dalších letech života této stále více úspěšné kapely, jejíž videoklipy se začaly vysílat na Óčku i v Noci s Andělem na ČT2, došlo k ukončení spolupráce s Crystal prod., koncertování na Dnech české kultury v Drážďanech a koncertování v ČR v rámci turné, festivalů či předskokanů zahraničních kapel.
Euthanasia zažívá vnitřní krizi, v konečné fázi odchází dva dlouholetí členové a ostatní řeší jak dále. Koncertování a práci na albu nakonec zvládají ve stálé čtyřčlenné sestavě s hostujícími muzikanty.
Poslední album vychází v roce 2011 , vydání si kapela zajišťuje sama a nazvala jej jednoduše "IV".

## Diskografie
- Demo 94 (1994, demo)
- V chrámu bezbolestných (1996, demo)
- Nazí a mrtví (1997, demo)
- CD Thoughts On Living (1999, Leviathan Rec.)
- The Last Gate (2000, promo CD)
- CD Ceremony Of Innocents (2002, Crystal prod.)
- CD Requiem: Songs for... (2004, Crystal prod.)
- CD IV (2011, EUTH)
- CD Cesta ke světlu končí... (The Best of 1994-2015) (2015, Pařát)
- Vzpomínka - Demosnímky 1994-1997 (2018, Pařát)
- CD Thoughts On Living (2024, reedice Pařát)